# Isoporostreptus tholus
Isoporostreptus tholus är en mångfotingart som beskrevs av Demange 1971. Isoporostreptus tholus ingår i släktet Isoporostreptus och familjen Spirostreptidae. Inga underarter finns listade i Catalogue of Life.